# Thami El Glaoui
El Haj T'hami el Mezouari el Glaoui, T'hami el Mezouari El Glaoui ou T'hami el Mezouari Aglaou' (Télouet, 1879 — Télouet, 13 de janeiro de 1956), também conhecido simplesmente como Thami El Glaoui, El Glaoui, O Glaoui ou Senhor do Atlas, foi um dos mais célebres e destacados líderes políticos de Marrocos da primeira metade do século XX. Foi chefe tribal dos berbere Glaoua e paxá de Marraquexe com o apoio das autoridades coloniais do Protetorado Francês de Marrocos entre 1912 e 1956.
Os seu nome de família El Mezouari refere-se a um título outorgado pelo sultão Mulei Ismail a um dos seus antepassados em 1700, enquanto que El Glaoui se refere à sua condição de chefe dos Glaoua, a tribo berbere do Alto Atlas baseada em Télouet, a sul de Marraquexe. Thami El Glaoui tornou-se o líder dos Glaoua após a morte do seu irmão mais velho, Si el Madani e conspirou com os franceses, a quem se aliou, para destronar o sultão Maomé V.

## Líder feudal
Até à segunda metade do século XX, a sociedade marroquina era praticamente feudal, assemelhando-se muito em diversos aspetos às sociedades europeias da Idade Média. No topo da estrutura social e política encontrava-se o sultão, que era simultaneamente o rei (líder temporal) e o imame (líder espiritual). A sua corte, ou governo central (designado Makhzen), era chefiada por um grão-vizir. O nível seguinte do governo era preenchido por um grande número de paxás (do persa padxá cujo significado literal é vice-rei) e caides, equivalentes aos duques e condes na Europa. Este segundo nível de governo era responsável por cobrar impostos e manter a ordem, o que implicava que era frequente que os paxás e caides mantivessem exércitos privados. As responsabilidades das pessoas comuns, na base da pirâmide social eram pagar impostos, obedecer ao governante local e servir nas suas tropas quando necessário.

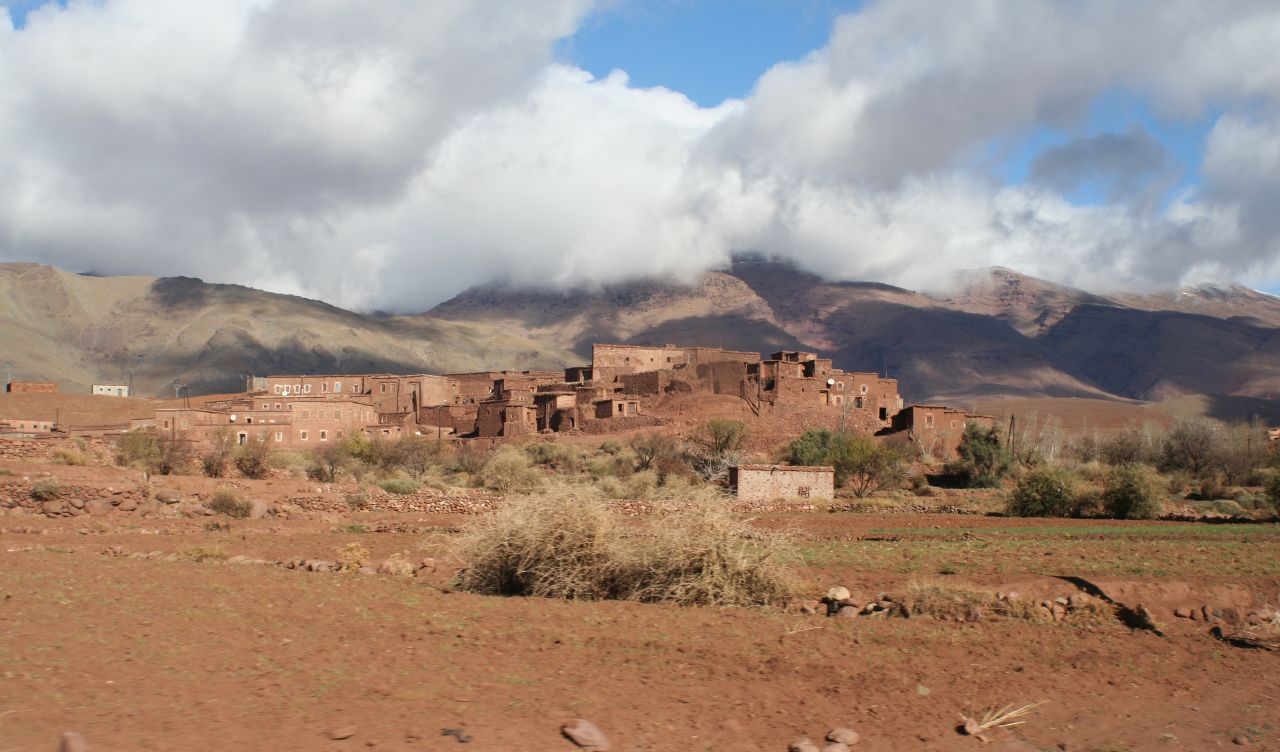
Télouet, a capital da tribo berbere de El Glaoui, os Glaoua

Thami era filho do caide de Télouet, Si Maomé ibne Hamu e da sua concubina etíope, Zora. Quando Si Maomé morreu em 1888, o irmão mais velho de Thami sucedeu ao pai e o jovem tornou-se seu assistente. No outono de 1893, o sultão Mulei Haçane atravessava as montanhas do Alto Atlas com o seu exército após uma expedição de coleta de impostos quando foram apanhados por uma tempestade de neve. Si Madani e Thami foram em seu auxílio e como recompensa desse acto, o sultão concedeu a Si Madani os caïdats desde o Tafilete até ao Suz, correspondente a uma parte considerável faixa do território marroquino a sul de Marraquexe. Além disso ofereceu aos Glaoua um canhão Krupp de 77 mm, que passou a ser a única arma do seu tipo em Marrocos que não pertencia ao exército imperial. Este canhão seria depois usado para subjugar os senhores da guerra rivais.
Em 1902, Madani, Thami e as suas tropas Glaoua juntaram-se ao exército imperial de Mulei Abdelaziz quando este marchou contra o pretendente ao trono Bou Hmara. As tropas do sultão foram desbaratadas pelos rebeldes, uma derrota de que Madani se tornou o bode expiatório, valendo-lhe vários meses de humilhação na corte antes de ser autorizado a voltar a casa. Em consequência disso, Madani começou a movimentar-se ativamente para depôr Mulei Abdelaziz, o que acabou por concretizar-se em 1907, com a subida ao trono de Mulei Abd al-Hafid, que recompensou Si Madani nomeando-o o seu grão-vizir e Thami com o título de paxá de Marraquexe.

## Influência dos franceses

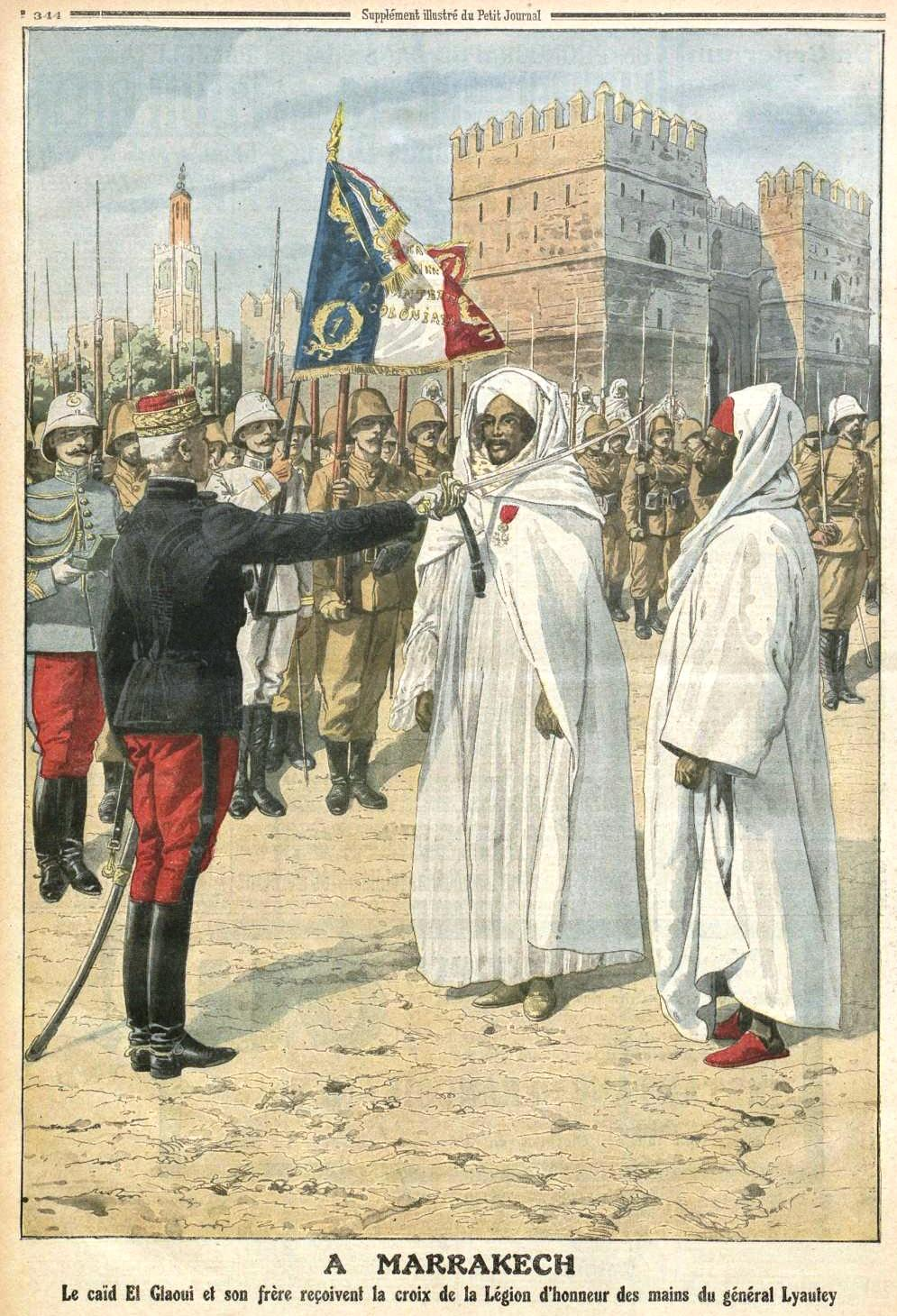
O general francês Lyautey condecora os irmãos El Glaoui em Marraquexe em 1912

Os reinados ruinosos de Mulei Abdelaziz e Mulei Hafid levaram Marrocos à bancarrota, o que originou motins e, posteriormente, uma intervenção armada dos franceses para proteger os cidadãos e os seus interesses financeiros. Com a degradação da situação política, houve necessidade de encontrar novamente um bode expiatório e esse papel coube novamente aos Glaoua. Mulei Hafid acusou Madani de reter para si dinheiro dos impostos e em 1911 retirou todos os cargos da família Glaoui.
Em 1912, o sultão foi forçado a assinar o Tratado de Fez, o qual deu aos franceses um imenso controlo sobre o sultão, os seus paxás e caides. No final desse ano, o pretendente ao trono Ahmed al-Hiba (o "sultão azul") entrou em Marraquexe com o seu exército e exigiu ao novo paxá, Driss Mennou, que tinha substituído Thami, que lhe entregasse todos os estrangeiros cristãos como reféns. Estes tinham procurado refúgio junto do antigo paxá, Thami, que tinha tentado levá-los para fora da região sem sucesso. Thami entregou todos os reféns exceto um sargento, que escondeu e a quem forneceu uma linha de comunicações com o exército francês que ia a caminho. Os franceses dispersaram os guerreiros de El Hiba em debandada e Driss Mennou ordenou aos seus homens que subjugassem os guardas de El Hiba e libertassem os reféns. Após serem libertados, os reféns dirigiram-se a casa de Thami para recolherem os seus pertences, onde foram encontrados pelas tropas francesas que julgaram que tinha sido Thami sozinho que tinha salvo os reféns. Thami foi imediatamente reposto como paxá e, constatando que os franceses eram então o único poder efetivo, aliou-se a eles.

## Senhor do Atlas
Madani morreu em 1918. Como recompensa do seu apoio, os franceses nomearam imediatamente Thami líder dos Glaoua, preterindo os filhos de Madani. Só Si Hammou, o genro de Madani, conseguiu manter o seu cargo de caide dos Glaoua de Télouet, o que lhe dava também o controlo do seu arsenal. Só com a morte de Hammou em 1934 é que Thami obteve o controlo total da sua herança.

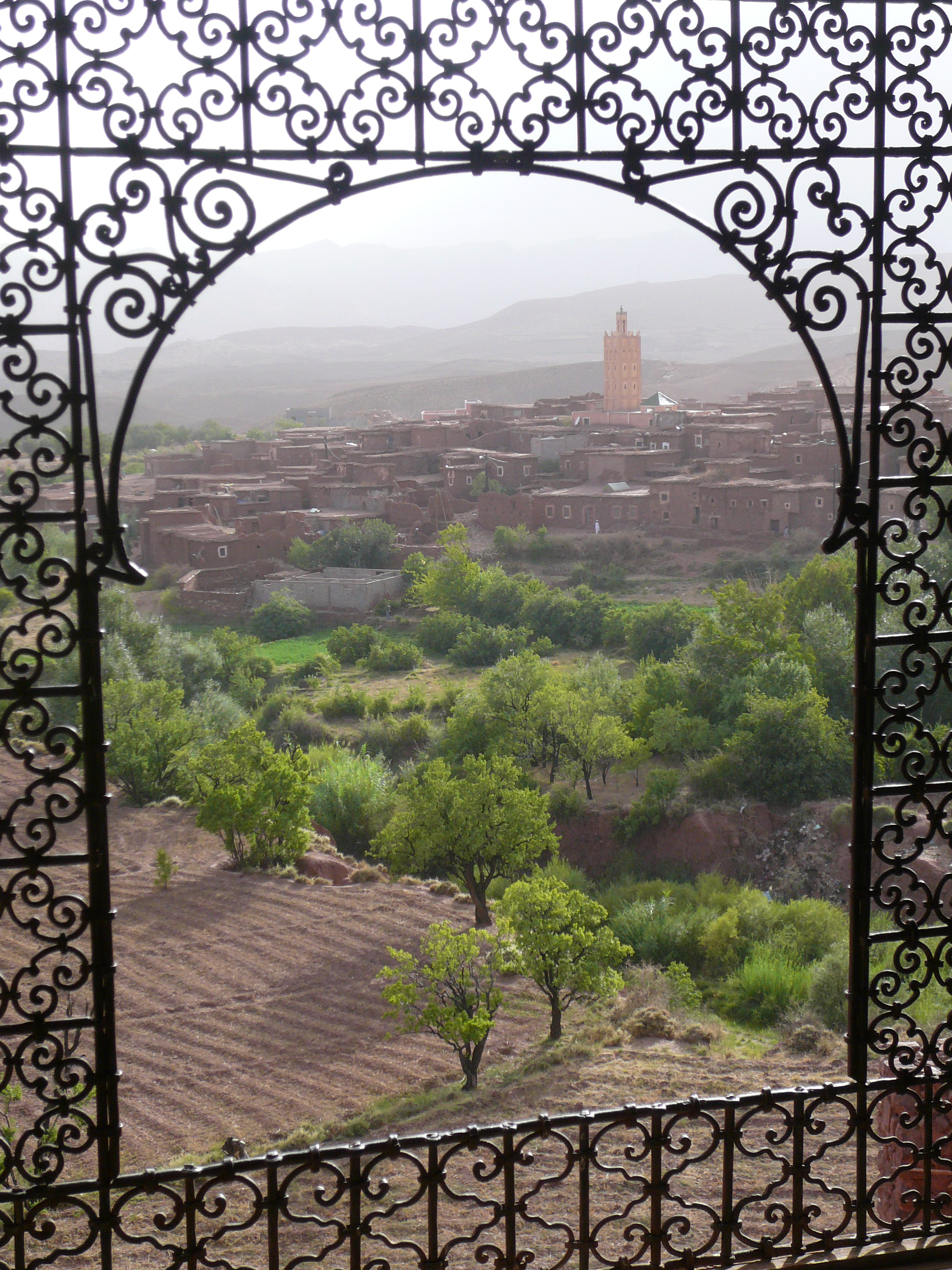
Vista de Télouet desde o Casbá de Télouet, o palácio de Thami El Glaoui

O poder e riqueza de Thami cresceram. A sua posição como paxá possibilitou-lhe adquirir grande riqueza, por meios frequentemente dúbios, explorando a agricultura e recursos minerais. O seu estilo e charme pessoal, bem como a prodigalidade com a sua riqueza, granjeou-lhe muitos amigos entre a alta sociedade internacional. Visitou frequentemente várias capitais europeias e os seus convidados em Marraquexe incluíam personalidades como Winston Churchill, Colette, Maurice Ravel e Charlie Chaplin.
Thami assistiu à coroação de Isabel II do Reino Unido como convidado particular de Churchill, mas o seus presentes, uma coroa com joias e um punhal decorado, foram recusados porque não era costume receber presentes de indivíduos que não representassem um governo nacional.
Segundo o seu filho Abdessadeq, uma das razões para Thami ter adquirido tantos terrenos foi tê-los comprado a baixo preço durante os tempos de seca. Durante uma dessas secas, mandou construir um campo de golfe privado irrigado em Marraquexe, no qual Churchill jogou muitas vezes. Quando os franceses protestaram por tal desperdício de água, foram facilmente silenciados concedendo direito para uso do campo de golfe aos oficiais superiores.
Thami tinha duas esposas: Lalla Zineb, viúva do seu irmão Si Madani e mãe dos seus filhos Hassan e Abdessadeq; e Lalla Fadna, mãe do seu filho Mehdi e da filha Khaddouj. Mehdi foi morto na Batalha de Monte Cassino, quando combatia com os franceses. Além das esposas, Thami tinha várias concubinas, tendo filhos de três: Lalla Kamar, mãe de Brahim, Abdellah, Ahmed and Madani; Lalla Nadida, mãe de Maomé e de Fattouma; e Lalla Zoubida, mãe de Saadia. As duas primeiras entraram para o harém inicialmente como músicas, vindas da Turquia.

## Relações com os nacionalistas
Como parte da resistência contra a ocupação francesa, o Partido Istiqlal adotou uma política nacionalista (isto é: anti-colonialista). Thami e o seu filho Brahim eram apoiantes dos franceses, mas vários filhos eram nacionalistas. Como isso podia ser arriscado, chegou a prender um dos filhos nacionalistas numa masmorra.
Thami tinha crescido e vivido a maior parte da sua vida como um senhor feudal, à semelhança de muitos dos restantes paxás e caides. A sua oposição aos nacionalistas era sobretudo uma atitude conservadorista. A única linha de comunicação entre o povo e o sultão eram os paxás e os caides. Esta era igualmente o caminho por onde os impostos chegavam ao Makhzen. Ninguém, a começar pelos nacionalistas, que eram sobretudo gente comum, deveriam quebrar este protocolo. Para os paxás e caides, esta ordem social tinha benefícios tanto para eles como para os seus subordinados. Em certa medida, havia alguma verdade nessa nisso, pois o mais provável era que qualquer paxá ou caide que manifestasse simpatia pelos nacionalistas fossem removido do seu cargo pelos franceses para ser substituído por uma fantoche, quando não por um oficial francês.[carece de fontes?]
Além de porem em causa o poder político tradicional, os nacionalistas eram também acusados de porem em perigo a liderança espiritual. As sensibilidades religiosas tradicionais dos paxás e caides faziam-nos escandalizar-se com as fotografias na imprensa mostrando as princesas reais em fato de banho na praia ou na piscina. Considerava-se que os nacionalistas eram os culpados por apresentarem ao sultão tais modas anti-islâmicas.[carece de fontes?]

## Rutura com o sultão

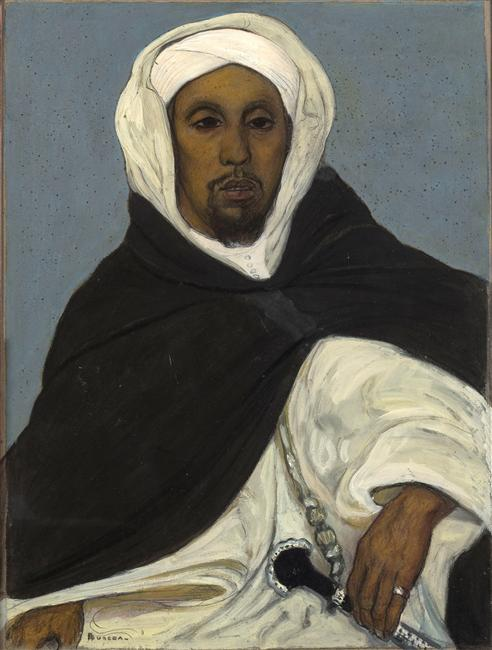
Retrato de Thami El Galoui da autoria de André Suréda anterior a 1923

Dois eventos marcaram o início da rota de colisão entre Thami e Maomé V:
- Incidente de Mesfioua — A 18 de novembro de 1950, os nacionalistas organizaram uma manifestação num túmulo nas ruínas de Agmate, a qual foi brutalmente reprimida pela polícia às ordens do caide da tribo local Mesfioua. Ao saber do ocorrido, o sultão ordenou ao caide que se lhe apresentasse para lhe dar explicações. Normalmente, a ordem deveria ter seguido através do superior do caïd, Thami, mas este encontrava-se em Paris, pelo que a ordem foi transmitida ao seu substituto, o filho Brahim. Este, em vez de obedecer, decidiu consultar o pai, mas como não obteve deste uma resposta definitiva, a ordem do sultão acabou por não ser cumprida. Devido a este incidente, Maomé V ficou com a sensação de que a família Glaoui o tinha ignorado deliberadamente.[2]

- Incidente de Lagzaui — Os franceses tinham criado um "Conselho do Trono", alegadamente para aconselhar o sultão, mas na prática queriam impor-lhe as suas políticas. Numa reunião do Conselho realizada a  6 de dezembro de 1950, Maomé Lagzaui, um nacionalista, foi expulso da sala pela pessoas que efetivamente controlava o Conselho, o "Residente" (administrador colonial do protetorado) francês. Os restantes nacionalistas do Conselho abandonaram também a reunião, acompanhando Lagzaui, e foram prontamente recebidos em audiência privada pelo sultão. Este incidente levou Thami a concluir que os nacionalistas e o sultão estavam a quebrar os protocolos estabelecidos para comunicação.[2]

Na festa anual do Mulude (Mawlid), era costume os súbditos do sultão renovarem os seus votos de lealdade, o que era feito em audiências privadas com os paxás e caides e numa demonstração pública pelos membros das tribos. A audiência de Thami teve lugar a 23 de dezembro de 1950. Antes disso, Mulei Larbi El Alaoui, um membro do Makhzen (governo do sultão) tinha alertado o sultão para esperar dificuldades da parte de Thami. O sultão fez saber que esperava que a audiência se cingisse aos tradicionais testemunhos de lealdade, sem qualquer conteúdo político. Thami, no entanto, começou por culpar os nacionalistas pelos incidentes de Mesfiua e Lagzaui e quando o sultão respondeu calmamente que considerava que os nacionalistas eram marroquinos leais, Thami explodiu numa diatribe à qual o sultão assistiu em silêncio, julgando que seria melhor não provocar um homem que claramente tinha perdido o controlo das suas emoções. O sultão permaneceu calado depois de Thami acabar de falar, pelo que Thami deixou o palácio. Depois disso, o sultão encontrou-se com o seu grão-vizir e Mulei Larbi e ordenou que Thami não aparecesse diante dele até ordens em contrário. Depois do grão-vizir sair para notificar Thami daquela ordem, foram admitidos para as suas audiências os dois caídes seguintes, que não eram senão os filhos de Thami Brahim e Maomé. Brahim tentou acalmar a situação dizendo que Thami tinha falado como um pai pode falar para um filho. Sugerir que essa era uma forma aceitável de um súbdito se dirigir ao seu rei era por si só mais uma quebra do protocolo, pelo que a intervenção de Brahim só piorou a situação. Quando Thami voltou ao palácio, o grão-vizir disse-lhe que tanto ele como a sua família já não eram bem vindos no palácio. Thami mandou então de volta para casa os membros da sua tribo e os caides seus subordinados, não esperando pela demonstração pública de lealdade, o que foi interpretado pelo palácio como um motim explícito.

## Deposição do sultão e insurreição
Thami encarou a ordem do sultão como um insulto pessoal que devia ser reparado a todo o custo. Ao insulto juntava-se o facto do Makhzen estar dominado por Fassis (gente de Fez), e havia uma tradição de desconfiança mútua entre os Fassis e as gentes de Marraquexe. Thami não se esquecia da humilhação infligida a si e ao seu irmão Si Madani pelo Makhzen dominado por Fassis durante os reinados de Mulei Abdelaziz e Mulei Hafid.

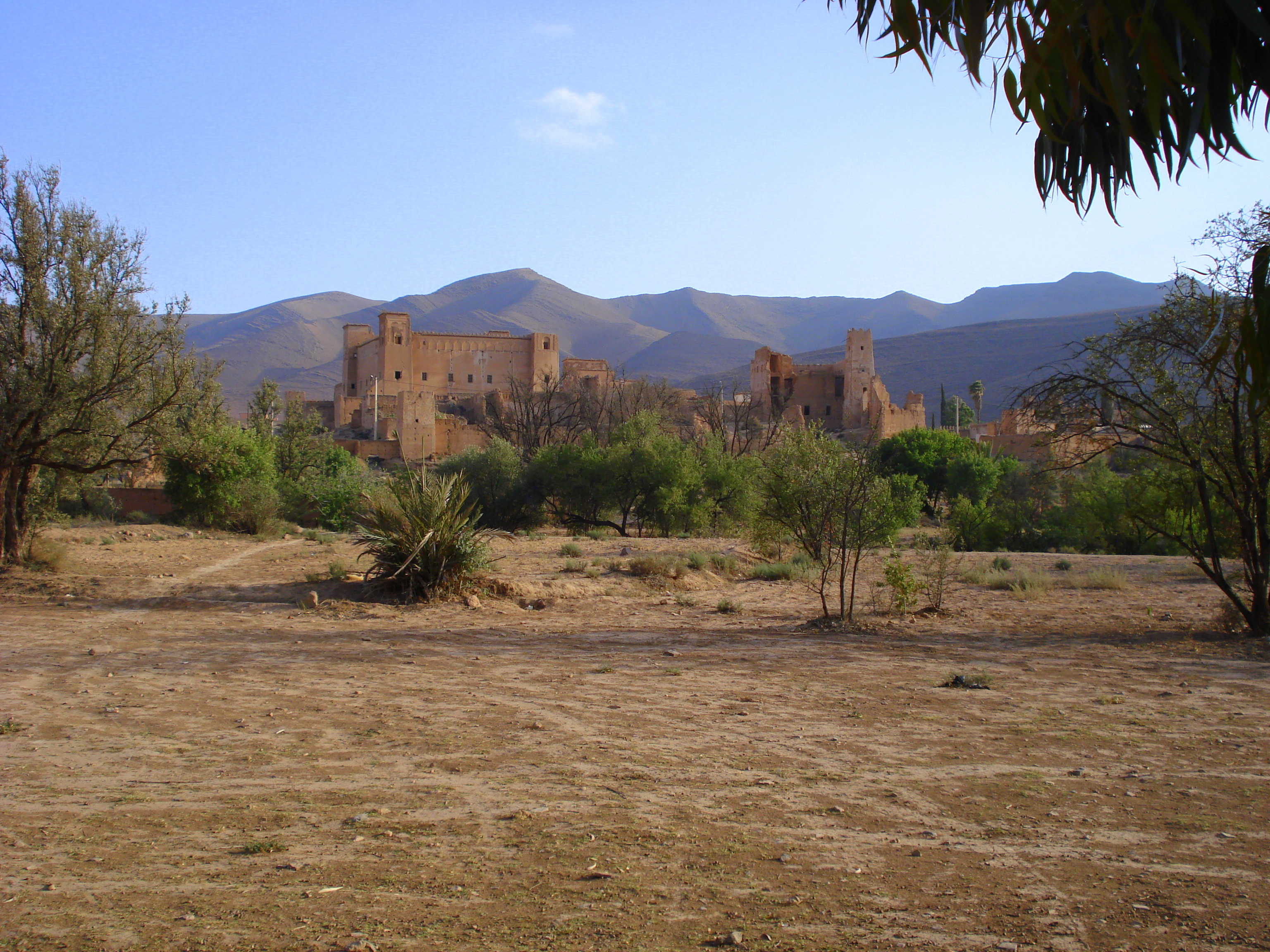
O casbá de Taliouine, um dos vários palácios de Thami no Atlas

Thami passou então a conspirar com Abd El Hay Kittani e os franceses para substituir no trono Maomé V por ibne Arafa, um membro mais velho da família real. A 17 de agosto de 1953, Kittani e os Glaoui proclamaram unilateralmente Ben Arafa como imame do país. A 25 de agosto, o residente francês forçou Maomé V e a sua família a exilarem-se e Ben Arafa foi proclamado o novo sultão.
Thami já tinha participado numa deposição dum sultão em 1907, a qual tinha merecido a indiferença popular, pelo que estava longe de antecipar que outra deposição conduzisse a uma insurreição. Segundo o filho de Thami, Abdessadeq, o grande erro cometido pelo seu pai e pelos seus aliados paxás e caides, foi que, ao contrário de Maomé V, não se aperceberam que na década de 1950 a sociedade marroquina tinha evoluído a ponto de considerar que o governo feudal já não era aceitável.
Teve início um levantamento popular, dirigido principalmente contra os franceses, mas também contra os seus apoiantes marroquinos. Houve massacres de cidadãos franceses, a que as tropas francesas responderam com igual brutalidade, e os colonialistas franceses iniciaram uma campanha de terrorismo contra qualquer marroquino ou francês que mostrasse simpatias nacionalistas. Thami foi alvo de um atentado com uma granada do qual saiu ileso. O seu camareiro-mor Haj Idder, um antigo escravo de Si Madani, foi ferido noutro atentado e depois de ter recuperado tornou-se opositor dos franceses. Finalmente, estalou uma autêntica guerra no Rife.

## Reaproximação ao sultão
No princípio das revoltas, Thami apoiou energicamente os franceses, de metralhadora em punho, se necessário. No entanto, as reformas políticas pedidas pelos franceses para consolidar o seu poder, que passavam pela eventual extinção dos cargos de paxás e caides levaram-no a reconsiderar a sua posição, pois esse tipo de reformas eram uma das principais razões para ele recear os nacionalistas.[carece de fontes?]
O governo francês, enervado pela forma como o país se tornava rapidamente ingovernável, começou lentamente a pensar como poderia reverter a situação. Thami apercebeu-se disso e pela sua parte começou também lentamente a mostrar-se mais recetivo ao seu filho Abdessadeq, da mesma forma que tinha feito com o seu filho pró-francês Brahim. Ben Arafa abdicou a 1 de agosto de 1955 e os franceses levaram Maomé V do exílio para França, mas também criaram um "Conselho do Trono" como governo de transição.
Thami já não acreditava no que quer que os franceses diziam e recusou-se terminantemente a apoiar a supressão de uma greve de estudantes. A 17 de outubro, Thami decidiu notificar os franceses e os seu conselho que ele apoiava a restauração de Maomé V como sultão. Esta notificação nunca chegou a ser enviada, aparentemente porque Brahim se apercebeu da intenção do pai e iniciou as suas próprias negociações com os franceses. Thami ficou chocado com a suspeita de que Brahim pudesse estar a planear tomar o seu lugar.
Para prevenir que isso acontecesse, Abdessadeq organizou um encontro entre líderes nacionalistas e o seu pai, o qual teve lugar num jantar a 25 de outubro. Neste encontro, foi redigido um anúncio no qual Thami reconhecia Maomé V como seu legítimo sultão. No dia seguinte, logo após Thami se ter dirigido ao Conselho do Trono, o anúncio foi lido por Abdessadeq a uma multidão que o esperava e simultaneamente foi divulgado à imprensa por nacionalistas no Cairo. Marrocos estava agora unido na reivindicação da restauração do sultão, pelo que os franceses forma forçados a capitular. Thami foi a França a 8 de novembro de 1955, onde se ajoelhou em sinal de submissão perante Maomé V, que lhe perdoou os seus erros do passado.

## Epílogo

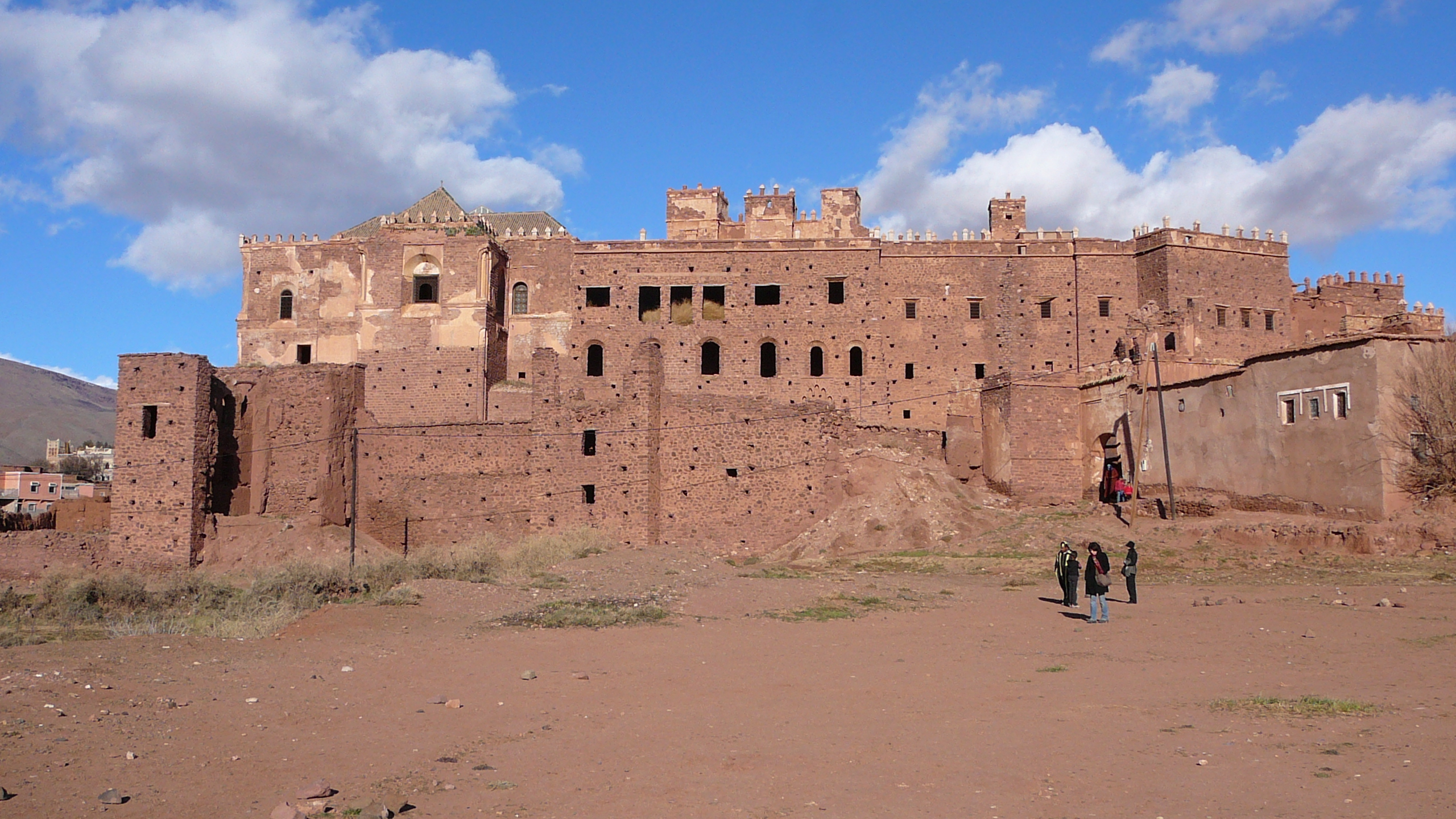
O Casbá de Télouet, onde Thami morreu em janeiro de 1956

Thami El Glaoui morreu de cancro do estômago a 23 de janeiro de 1956 no seu palácio em Télouet, pouco depois do regresso de Maomé V a Marrocos. As suas propriedades e bens foram mais tarde confiscadas pelo estado.
El Glaoui foi um homem muitíssimo rico. Os seus rendimentos provinham sobretudo das dízimas das colheitas de amêndoa, açafrão e azeitona nos seus vastos domínios feudais, das suas participações nas minas e fábricas francesas e dos bónus por conta das importações de maquinaria e automóveis para os seus domínios. Alegadamente, outra fonte dos seus rendimentos provinha de uma percentagem dos rendimentos de 27 000 prostitutas que atuavam na área de Marraquexe. Estima-se que a fortuna de Thami fosse cerca 50 milhões de dólares US.
Abdessadeq El Glaoui, um dos filhos de Thami, foi embaixador de Marrocos nos Estados Unidos e escreveu um livro sobre o seu pai e as suas relações com os franceses e com a monarquia. Hassan El Glaoui, outro dos filhos de Thami, é um célebre pintor figurativos marroquinos. Mehdi El Glaoui, neto de Thami e filho de Cécile Aubry e de Brahim El Gloui, é um ator francês.[carece de fontes?]